# Dimos Thermi
Dimos Thermi (Thermi) är en kommun i Grekland.   Den ligger i prefekturen Nomós Thessaloníkis och regionen Mellersta Makedonien, i den nordöstra delen av landet, 280 km norr om huvudstaden Aten. Antalet invånare är 34 436. Arean är 384 kvadratkilometer.
Terrängen i Dimos Thermi är huvudsakligen kuperad.